# Casto (escravo)
Casto (em latim: Castus) foi um escravo Gaulês, que, juntamente com o Trácio Espártaco, e os companheiros Gauleses Criso, Gânico e o Núbio, Enomau, foi um dos líderes dos rebeldes escravos durante a Terceira Guerra Servil (73-71 a.C.). Ele foi morto junto com seu co-comandante Gânico e seus companheiros Gauleses e Germânicos  por forças romanas sob comando de Crasso na Batalha de Cantena na Lucânia em 71 a.C..

## Na cultura popular
- Casto, é retratado por Blessing Mokgohloa na série de tv 'Spartacus: War of the Damned. Ele é retratado como um númida e descrito como parte de uma equipe de Piratas Cilícios que se juntam à  rebelião de Espártaco, e passa a se tornar um membro proeminente.